# Lärchen an der Nußallee

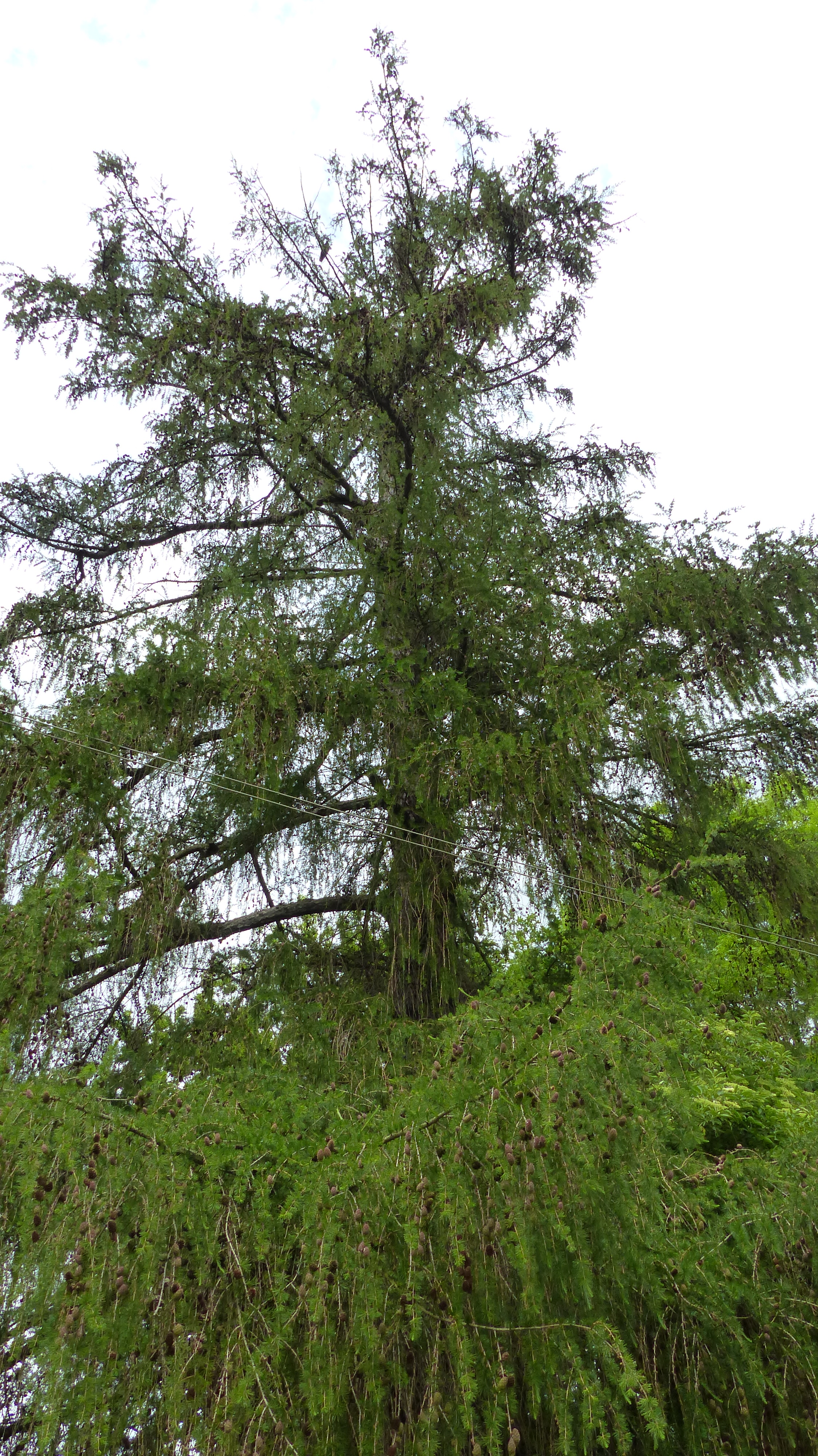
Lärche im Mai 2015

Die Lärchen an der Nußallee sind ein als Baumgruppe ausgewiesenes Naturdenkmal (ND 63) in Hosterwitz im Osten der sächsischen Landeshauptstadt Dresden.
Die Unterschutzstellung erfolgte am 11. November 1938 durch das Regierungspräsidium der Kreishauptmannschaft Dresden-Bautzen. Von den damaligen sechs Europäischen Lärchen (Larix decidua) fehlt der Großteil, nur noch ein Baum ist vital. Mit einer Höhe von etwa 25 Metern und einem Kronendurchmesser von etwa 15 Metern und einem Stammumfang von 2,3 bis 2,5 Metern sind die verbliebenen Bäume in ihrer Größe nicht herausragend, sodass in der Gegenwart die Gründe der Unterschutzstellung „bisher nicht ersichtlich“ sind.

## Lage

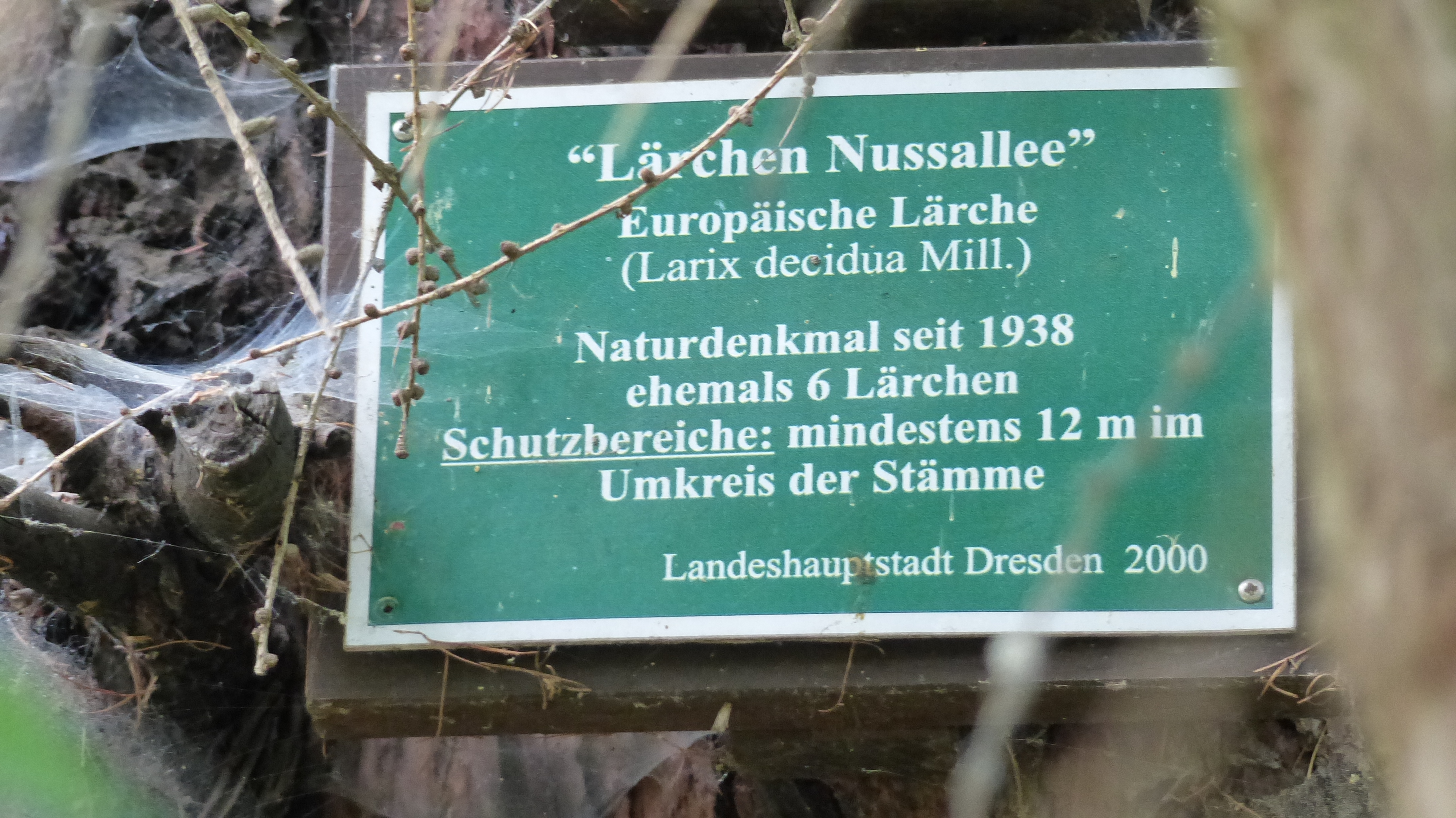
Denkmaltafel

Das Naturdenkmal befindet sich an der Einmündung der verlängerten Nussallee in die Laubegaster Straße. Dieser Teil der Nußallee ist in der Gegenwart nicht mehr als öffentliche Straße ausgewiesen. Anfang des 20. Jahrhunderts befand sich am Ende dieses Straßenabschnitts, auf Höhe des Naturdenkmals, eine runde, platzartige Erweiterung. Diese in der Gegenwart noch immer im Flurstück 150/a vorkommende Form fand sich auf den Messtischblättern der Jahre 1905 und 1915, nicht jedoch in der vorherigen Äquidistantenkarte des Jahres 1890 und den nachfolgenden Messtischblättern der Jahre 1929 und 1936. In letzteren ist an der Kreuzung ein Wegedreieck eingezeichnet.
Der Hosterwitzer Ortskern liegt östlich des Naturdenkmals, rund 220 Meter südwestlich in Verlängerung der Nußallee befindet sich die an dieser Stelle nordnordwestlich fließende Elbe und nordwestlich schließen sich die Becken des Wasserwerks Hosterwitz an.
Die Schutzbereiche erstrecken sich jeweils 12 Meter im Umkreis der Stämme.